# آخرین تعطیلات آخر هفته (فیلم ۲۰۱۴)
آخرین تعطیلات آخر هفته (به انگلیسی: Last Weekend) فیلمی محصول سال ۲۰۱۴ و به کارگردانی تام دالبی و تام ویلیامز است. در این فیلم بازیگرانی همچون پاتریشا کلارکسون، زاکاری بوث، جوزف کراس، کریس مالکی، دوون گرای، روتینا وسلی، جیما مایز، جودیت لایت، ژولیو اسکار مچوسو، مری کی پلیس، شیلا کلی، جولی کارمن و فران کرانتس ایفای نقش کرده‌اند.